# 2019冠状病毒病留尼汪疫情
2019冠状病毒病留尼汪疫情，介绍在2019冠状病毒病疫情中，在法国海外省留尼汪发生的情况。2019冠状病毒病于2020年3月波及留尼汪。

## 时间轴

### 三月
2020年3月11日，第一例病例确诊。
3月14日，确诊病例增至6例。
3月15日，确诊病例增至7例。
3月18日，确诊病例增至14例。 
3月19日，确诊病例数量翻倍，总计达28例。 
3月20日，确诊病例增至38例。
3月21日，确诊病例增至47例。
3月22日，确诊病例增至64例。 